# Род-Айленд (колонія)
Колонія Род-Айленд і Провиденські плантації (англ. Colony of Rhode Island and Providence Plantations) — англійська колонія в Північній Америці, що існувала в XVII-XVIII століттях. Назва колонії пов'язана з тим, що вона складалася з двох частин: Провиденські плантації (материкова частина, слово «плантації» служило в релігійних колах синонімом до слова «поселення») та Острів Рід (острівна частина).
В 1636 вигнаний з Колонії Массачусетської затоки теолог Роджер Вільямс отримав у наррангсеттів земельну ділянку, і заснував на ньому колонію «плантація Провіденс».
У 1637 році баптистський лідер Енн Гатчінсон, Джон Кларк і ще кілька людей придбали в індіанців землю на острові Акіднек і заснували там поселення Портсмут. У 1639 році від них відколовся Вільям Коддінгтон і заснував на тому ж острові поселення Ньюпорт. Тим часом на материку було закладено ще одну «плантацію» — в 1643 році Семюель Гортон на купленій у наррангсеттів землі заснував Шавомет.
У 1644 Лоурен Боусел за допомогою графа Уоріка отримав земельний патент, що забезпечує «включення Провіденських провінцій в колонію Затоки Наррангсетт». Патент гарантував володіння островом Род-Айленд та містами Провіденс, Портсмут та Ньюпорт. Тим часом влада Массачусетса пред'явила права на територію, зайняту Гортоном, і спробувала втілити їх у життя силою. У пошуках захисту Гортон відправився до Лондона, і в 1648 повернувся з листом від графа Уоріка, що наказує владі Массачусетса відмовитися від своїх домагань. На подяку Гортон перейменував Шавомет на Уорік.
В 1651 Коддінгтон отримав з Англії окрему хартію, що робить його довічний губернатор островів Род-Айленд і Конанікут, і утворює федерацію цих островів з колонією Коннектикут і Колонією Масачусетської затоки. Послідуючі протести, відкриті повстання і петиція Оліверу Кромвелю призвели до відновлення 1653 року колишнього становища.
У 1660 році в Англії було відновлено владу короля. Карл II, будучи католиком у протестантській країні, привітав свободу віросповідання в американських колоніях, і в 1663 видав королівську хартію, відповідно до якої утворювалася Колонія Род-Айленд і Провиденські плантації з губернатором і легіслатурою. Проголошення свободи віросповідання в колонії залучило сюди наступні роки представників різних переслідуваних релігійних груп.
У 1675—1678 роках Род-Айленд, незважаючи на проголошений нейтралітет, став ареною бойових дій під час війни Короля Філіпа, низку поселень було знищено.
У 1686 уряд Великої Британії спробував об'єднати свої північноамериканські колонії в домініон Нова Англія. Призначений губернатором Едмунд Ендрюс постарався ліквідувати претензії колоній на самостійність, але в 1689 році, коли Америки досягли звістки про Славну революцію, в результаті повстання {{|Бостонського||en|1689 Boston revolt}} він був висланий в Англію, і колонії повернулися до колишньої системи управління.
У наступні роки економіка колонії стала розвиватися завдяки трикутниковій торгівлі: із виробленого на Карибських островах цукру в колонії виробляли ром, який потім продавали в Африці, а на виручені гроші купували рабів для роботи на карибських плантаціях.
Щоб поповнити скарбницю, уряд Великої Британії видав навігаційний акт, що встановлює обмеження морської торгівлі. Оскільки дотримання положень акта було невигідним для північноамериканських колоній, метрополії довелося посилати військові судна щодо їх життя. Це призвело до конфліктів колоністів із центральною владою: 1764 року жителі Ньюпорта атакували корабель «Сент-Джон», 1768 спалили судно митної служби «Liberty». Ці напади залишилися безкарними, але коли в 1772 році в Уоріці була атакована і спалена до ватерлінії митна шхуна «Gaspée», Адміралтейство вирішило вжити дій у відповідь. В результаті справа «Gaspée» стала однією з подій, що призвели до Американської революції. 4 травня 1776 Род-Айленд першим з Тринадцяти колоній проголосив незалежність від Великої Британії, однак став останнім з них, які підписали Конституцію США.